# Борис Павлов
Борис Павлов Павлов е български политик от Демократическата партия.

## Биография
Завършва право в Софийският университет през 1912 г. Участва в Балканските и Първата световна войни. През 1944 година за кратко е назначен за министър на народното просвещение. През 1945 година Народния съд го лишава от свобода за една година (условно) и на 1 година лишаване от граждански права. Като противник на политиката на ОФ е изпратен в лагера Белене през 1946 година. Починал през есента на 1952 г. на горния нар на барака № 25 в концлагера Белене, „втори обект“.  Реабилитиран посмъртно на 26 август 1996 година с решение № 172 на Върховния съд.

## Трудове
- „Основни начала на Демократическата партия. Беседа“ (1946)